# Erwin Noll
Erwin Noll (* 1948 in Bad Homburg) ist ein deutscher Künstler.

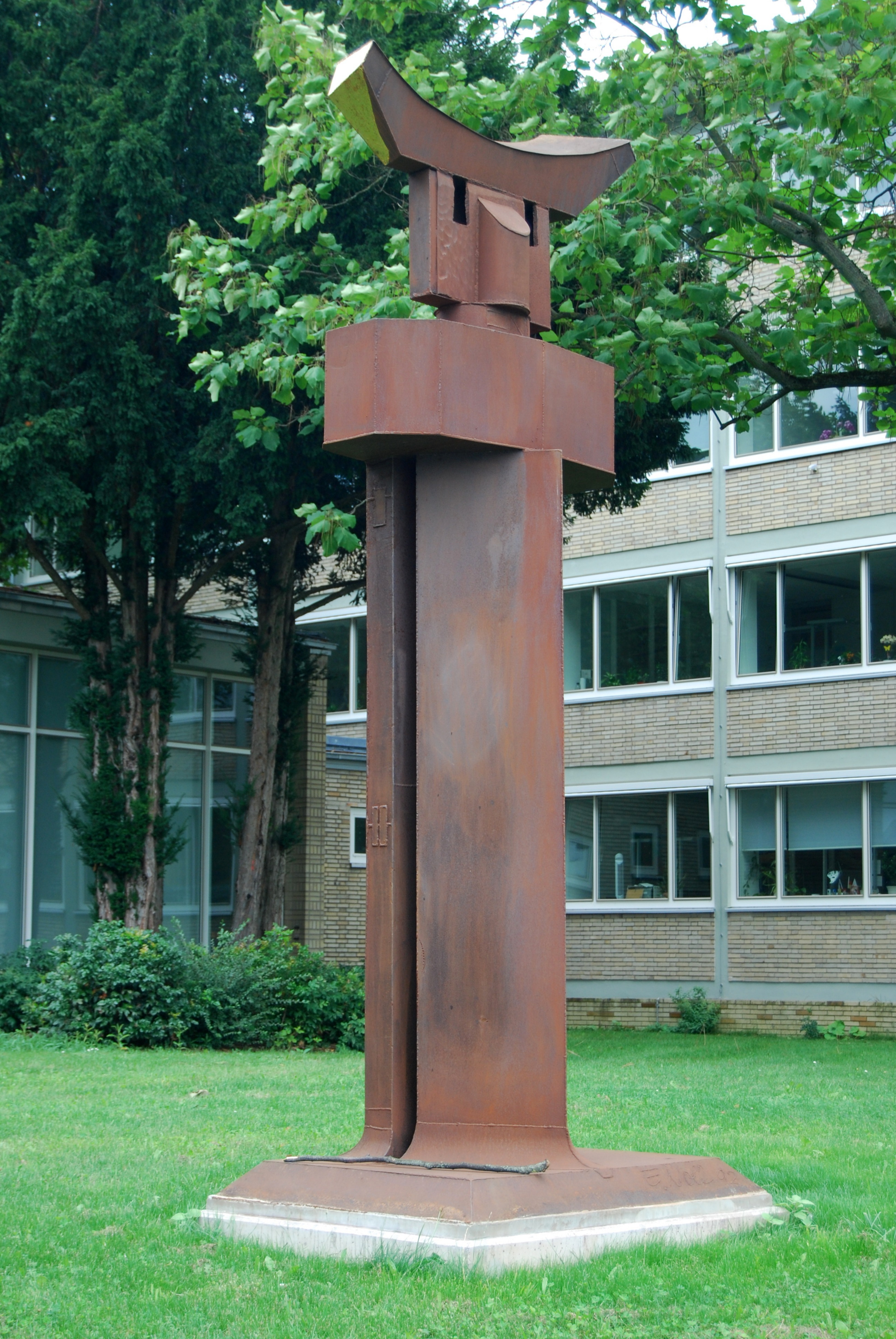
Erwin Noll – Skulptur Der Wächter, Bad Homburg

## Leben und Werk
Die Vorfahren von Erwin Noll waren Schreiner und Obstbauern.
Nach einer Ausbildung zum Möbelschreiner und Möbelrestaurator war Noll ab 1970 als Amtsrestaurator am Bayerischen Landesamt für Denkmalpflege mit dem Fachgebiet für gotische Tafelmalerei und Altäre tätig. Ab dem 1974 arbeitete er anschließend als Gemälderestaurator in der Alten Pinakothek in München und bildete in dieser Zeit seine handwerklichen Fähigkeiten mit einem Praktikum als Gold- und Silberschmied aus. Vom Jahr 1977 an arbeitete er als freischaffender Künstler in Eggenfelden in Niederbayern, wo er noch heute wohnt.
Darüber hinaus ist er als Geomant und Feng-Shui-Berater tätig. Seit 1992 widmet sich Noll der Aktivierung alter Wissensgebiete: der Geomantie, der „heiligen“ Geometrie, der Formresonanz, der Wellenphysik, der Archäologie und der Nutzung von Heilbädern. Er ist auch als Berater tätig und hält Seminare und Vorträge. Die Forschungsarbeiten über die energetischen Informationsebenen des Wassers führten zur Entwicklung von Geräten, die Wasserenergien speichern und die die Trinkwasserqualität verbessern.
Im Juni 2017 wurde eine vier Meter hohe Skulptur von Noll in der Skulpturenallee in Bad Homburg, der Der Wächter, am Eingang der Bahnhofstraße aufgestellt, nachdem sie zuvor von ihrem ursprünglichen Platz in Wiesbaden wegen der dortigen Baumaßnahmen im Zusammenhang mit dem Abriss und dem Neubau der Rhein-Main-Hallen entfernt worden war.

## Werke
- Kleinskulpturen[3]
- Der Wächter, Skulptur, 1993, seit 2017 in Bad Homburg

## Veröffentlichungen
- Fotoband Geheimnis Wasser, 160 Seiten, ISBN 3-00-029134-2